# Osho
Osho (Rajneesh Chandra Mohan), känd under 1970- och 80-talen som Bhagwan Shree Rajneesh och senare som Osho, född som Chandra Mohan Jain den 11 december 1931 i byn Kuchwada nära Raisen i Madhya Pradesh, död 19 januari 1990 i Pune i Maharashtra, var en indisk mystiker och andlig lärare som skapade en internationell rörelse med fokus på meditation och personlig utveckling. Rörelsen kallades i folkmun Bhagwanrörelsen på 1980-talet, och Oshorörelsen på 1990-talet.
Osho skapade och utvecklade flera meditationstekniker från 1960-talet fram till slutet av 1980-talet, bland annat Osho Dynamic Meditation och Osho Kundalini Meditation.

## Biografi
Osho, som var professor i filosofi, reste runt över hela Indien på 1960-talet som offentlig talare i andliga debatter. 
Hans frispråkighet och kritiserande av etablissemanget, främst organiserade religioner och politiska makthavare, gjorde honom kontroversiell.
Han menade på att kärlek borde vara den enda religionen och att man inte bör ta livet allt för seriöst - livet är ett firande. Han talade för en öppen attityd till sexualitet, en hållning som gav honom smeknamnet "sex guru" i indisk och senare i internationell press. År 1970 bosatte sig Osho ett tag i Bombay.
På slutet av 1960-talet började Osho att initiera lärjungar i något han kallade neo-sannyas och 1974 grundades ett center eller ashram i Pune. Idag kallas centret Osho International Meditation Resort. I sina föredrag kommenterade Osho andliga traditioner, mystiker och filosofer från hela historien, som Buddha, Lao Tzu, flera zenmästare, Sokrates och Jesus. Han kommenterade även nutiden och den moderna människans livsvillkor ur många aspekter och kryddade föredragen med roliga historier och personliga minnen. Sedan han flyttade till Pune 1974 lockade centret allt fler västerlänningar.
I början av 1980-talet flyttade han till USA där rörelsen köpte ett landområde och grundade staden Rajneeshpuram i Oregon, med som mest 5 000 invånare.  Efter utdragna dispyter med de boende i närheten och diverse brottslighet, bland annat en massmatförgiftningsattack med salmonella mot invånare i The Dalles samt mordplaner mot Federala åklagaren Charles H. Turner, deporterades han från USA och återvände till Pune där han fortsatte sin verksamhet. Han avled i Pune 1990. Under sin tid i USA gjorde han sig bland annat känd för sin stora samling klockor och Rolls-Royce-bilar, som han och rörelsen fått av sina anhängare och beundrare. Det finns flera kurscentra i världen med olika grad av "Osho-anknytning", bland annat i Danmark och i Sverige - Baravara i Rättvik - och Humaniversity i Nederländerna. Den svenske artisten Ted Gärdestad var en känd anhängare av rörelsen.
I Oshos föredrag ingår bland annat rekommendationer om icke-våld och en vegetarisk kosthållning. Dagens Osho-centra har kurser i personlig utveckling och kreativitet. Kurserna har ofta inslag av västerländska terapiformer som till exempel Gestaltterapi, kommunikationsövningar och "aktiva" meditationer, något som Osho menar särskilt passar den västerländska människan. Aktiva meditationer innebär till exempel att man dansar innan man sitter i stillhet mot slutet. Kurserna handlar om att människor ska få tillgång till sin fulla potential. Oshos budskap är i korthet ”Vägen är inåt!”. Han talade om friheten som den viktigaste aspekten av människans inre liv och att andligt sökande bör vara individuellt, inte något som hon uppfostras att tro på. Oshos tal, ursprungligen på hindi eller engelska, finns nedtecknade i böcker och översätts alltjämt till många språk.
Oshorörelsen anses i vissa kretsar vara en manipulativ sekt.

## Osho "De tio budorden"
I Oshos ungdom som Acharya Rajneesh, var det en gång en korrespondent som frågade Osho om hans "Tio budord". 
Osho sa att det var en svår fråga då han var emot alla former av budord, men "bara på kul", så angav han följande
1. Lyd aldrig någons kommando om det inte kommer inifrån dig själv
2. Det finns ingen annan Gud än livet självt
3. Sanningen finns inom dig, sök inte efter den någon annanstans
4. Kärlek är bön
5. Att bli en tomhet är vägen till sanningen. Tomheten självt är medlet, målet och förverkligandet
6. Livet är här och nu
7. Lev i vaket tillstånd
8. Simma inte - Flyt
9. Dö i varje ögonblick, så att du kan vara ny i varje ögonblick.
10. Sök inte. Det som är, är. Stanna och se.

Han strök under nummer 3, 7, 9 och 10. 
De idéer som uttrycks i dessa bud har förblivit konstanta ledmotiv i hans rörelse.